# Lekkie lotniskowce typu Chitose
Lekkie lotniskowce typu Chitose – typ dwóch japońskich lekkich lotniskowców z okresu II wojny światowej. Okręty zostały zwodowane w 1936 i 1937 roku, a do służby w Japońskiej Cesarskiej Marynarce Wojennej weszły w 1938 roku.
Obie jednostki zostały zatopione podczas bitwy w zatoce Leyte 25 października 1944 roku.

## Okręty
- „Chitose”
- „Chiyoda”